# Pölinxer Grund
Koordinaten: 51° 31′ 7″ N, 8° 58′ 22″ O

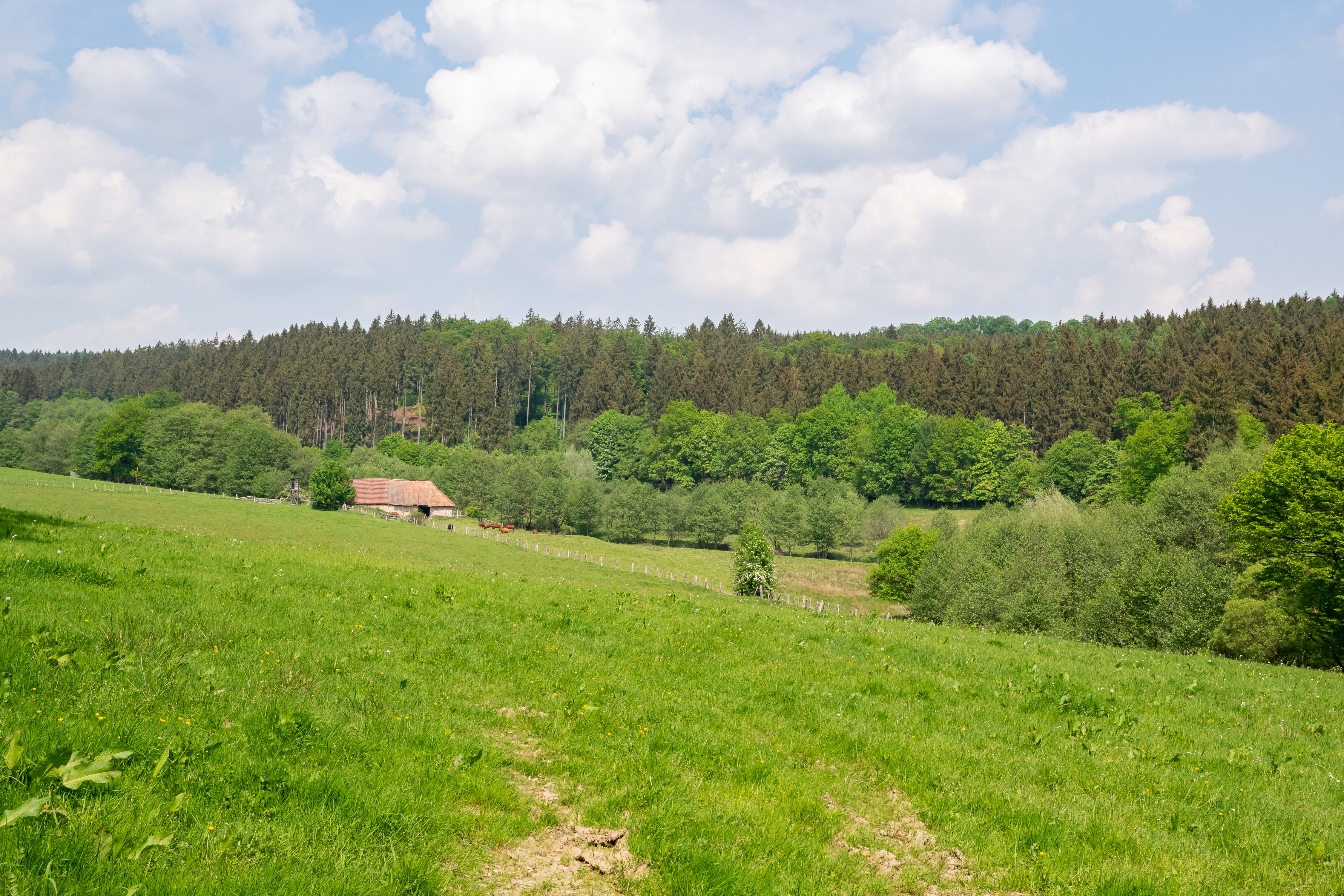
Naturschutzgebiet Pölinxer Grund (Mai 2018)

Das Naturschutzgebiet Pölinxer Grund liegt im Kreis Höxter in Nordrhein-Westfalen. Das etwa 103,2 ha große Gebiet mit der Schlüssel-Nummer HX-064 wurde im Jahr 2002 ausgewiesen. Es erstreckt sich auf dem Gebiet der Stadt Warburg nordwestlich von Wrexen. Am südöstlichen Rand des Gebietes verläuft die B 7, südlich fließt die Diemel und verläuft die Landesgrenze zu Hessen.